# Mariene ecoregio Oostelijke Caraïben
De Mariene ecoregio Oostelijke Caraïben (64) (Engels: Eastern Caribbean marine ecoregion) is een biogeografische regio en ligt in het westen van de Atlantische Oceaan in de Mariene provincie Tropische Noordwestelijke Atlantische Oceaan (12) in het Marien rijk Tropische Atlantische Oceaan. De mariene ecoregio is vastgesteld door het World Wide Fund for Nature en The Nature Conservancy en is vernoemd naar de Oostelijke Caraïben.
In het noordwesten grenst het gebied aan de mariene ecoregio Bahama's (63), in het westen aan de mariene ecoregio Grote Antillen (65) en in het zuiden aan de mariene ecoregio Zuidelijke Caraïben (66). Naar het zuidoosten ligt de mariene ecoregio Guyana (71).

## Geografie
De mariene ecoregio ligt in het westen van de Atlantische Oceaan rond de meeste Bovenwindse Eilanden (behalve Trinidad en Tobago). Het gebied ligt met het westelijk deel in de Caraïbische Zee en strekt zich uit over de Maagdeneilanden (Amerikaanse Maagdeneilanden en Britse Maagdeneilanden), Anguilla, de SSS-eilanden Sint Maarten, Saba en Sint Eustatius, Saint-Barthélemy, Antigua en Barbuda, Saint Kitts en Nevis, Montserrat, Guadeloupe, Dominica, Martinique, Saint Lucia, Barbados, Saint Vincent en de Grenadines en Grenada.
Door het gebied stroomt de Caraïbenstroom en de Antillenstroom.

## Biogeografie
Het gebied kent zeeleven dat houdt van tropische temperaturen.